# The Finer Things
The Finer Things est un film muet américain réalisé par Allan Dwan et sorti en 1913.

## Fiche technique
- Titre : The Finer Things
- Réalisation : Allan Dwan
- Genre : Film dramatique
- Production : American Film Company
- Distribution : Mutual Film
- Date de sortie :
  - États-Unis : 17 février 1913

## Distribution
- J. Warren Kerrigan : Jim Worthy
- Jack Richardson : Saddler
- Charlotte Burton : la femme de Saddler
- Louise Lester : la mère de Saddler
- Helen Armstrong : Helen Worthy, la fille de Jim